# Verstellschlüssel

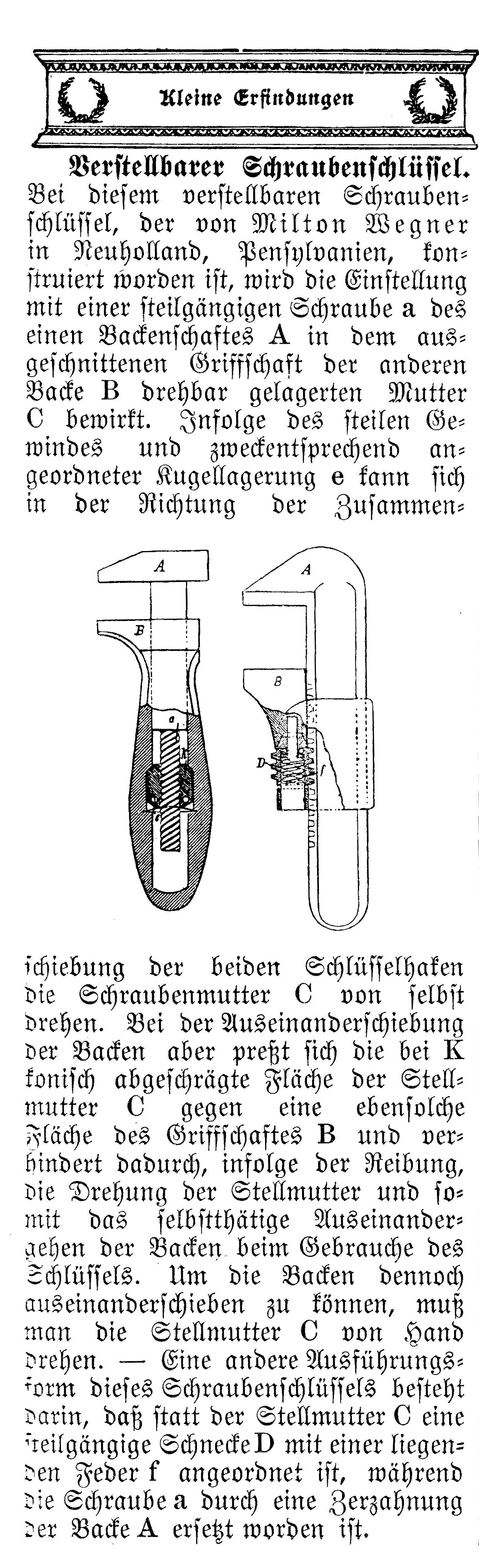
Verstellbarer Schraubenschlüssel (1899), Milton Wegner, USA

Verstellschlüssel ist die Bezeichnung für alle Arten von stufenlos einstellbaren Schraubenschlüsseln. Durch die variable Einstellbarkeit können Verstellschlüssel Maulschlüssel unterschiedlicher Maulweite ersetzen. Auch lassen sich mit ihnen Schraubenköpfe und Muttern betätigen, die nicht den gängigen Normen entsprechen, soweit diese über parallele Außenkanten verfügen.
Ebenso wie Schraubenschlüssel fester Weite und im Gegensatz zu vielen Greifzangen haben Verstellschlüssel glatte Backen, die parallel zueinander geführt werden. Die Qualität der Parallelführung hängt von der Art des Verstellmechanismus und der Ausführungsart des Werkzeugs ab und entscheidet auch über den möglichen Anwendungsbereich.
Gut konstruierte Verstellschlüssel, die sich bei Anwendung selbsttätig oder durch die Betätigungskraft nachspannen, bewirken eine geringere Abnutzung der betätigten Befestigungsmittel als übliche Schraubenschlüssel, während bei einem traditionellen Engländer, Franzosen oder Rollgabelschlüssel das Gegenteil der Fall ist.
Nicht zu den Verstellschlüsseln gehören Greifzangen wie die Wasserpumpenzange, die Rohrzange und die Feststellzange (Gripzange), die zum Festhalten von Rohren oder anderen Gegenständen ohne parallele, ebene Seitenflächen dienen und zur Verbesserung des Griffs häufig geriffelte Backen besitzen.

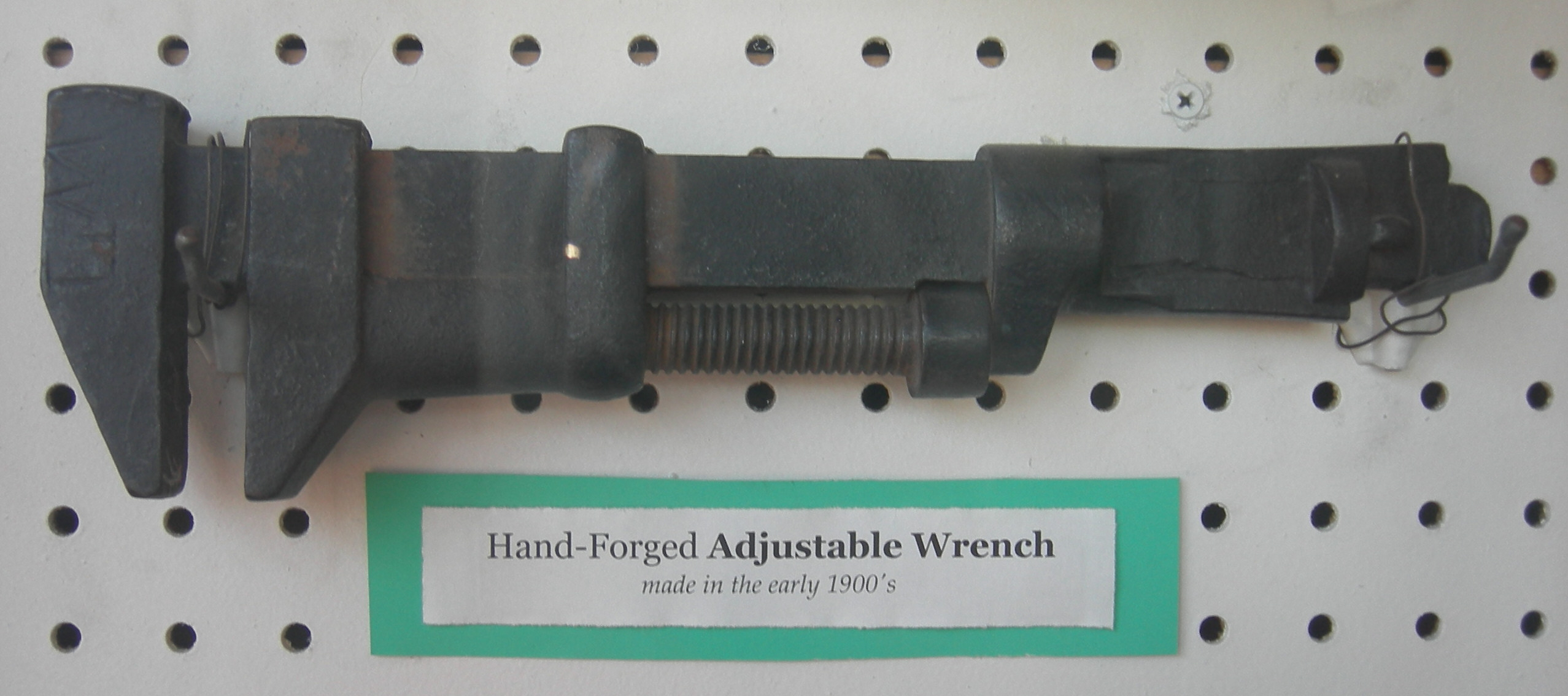
Ein handgeschmiedeter „Engländer“ (engl. monkey wrench) aus dem frühen 20. Jahrhundert
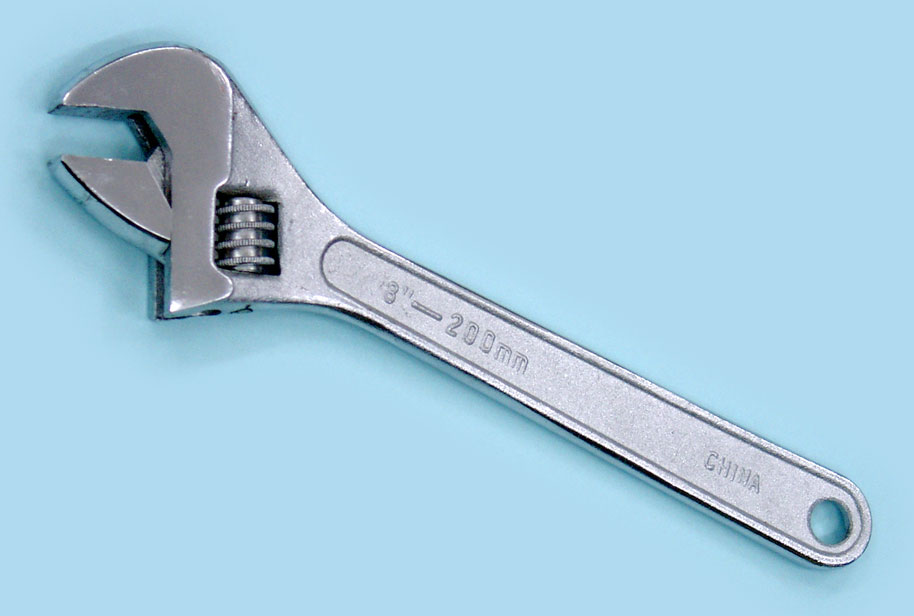
Ein moderner, weitverbreiteter Rollgabelschlüssel
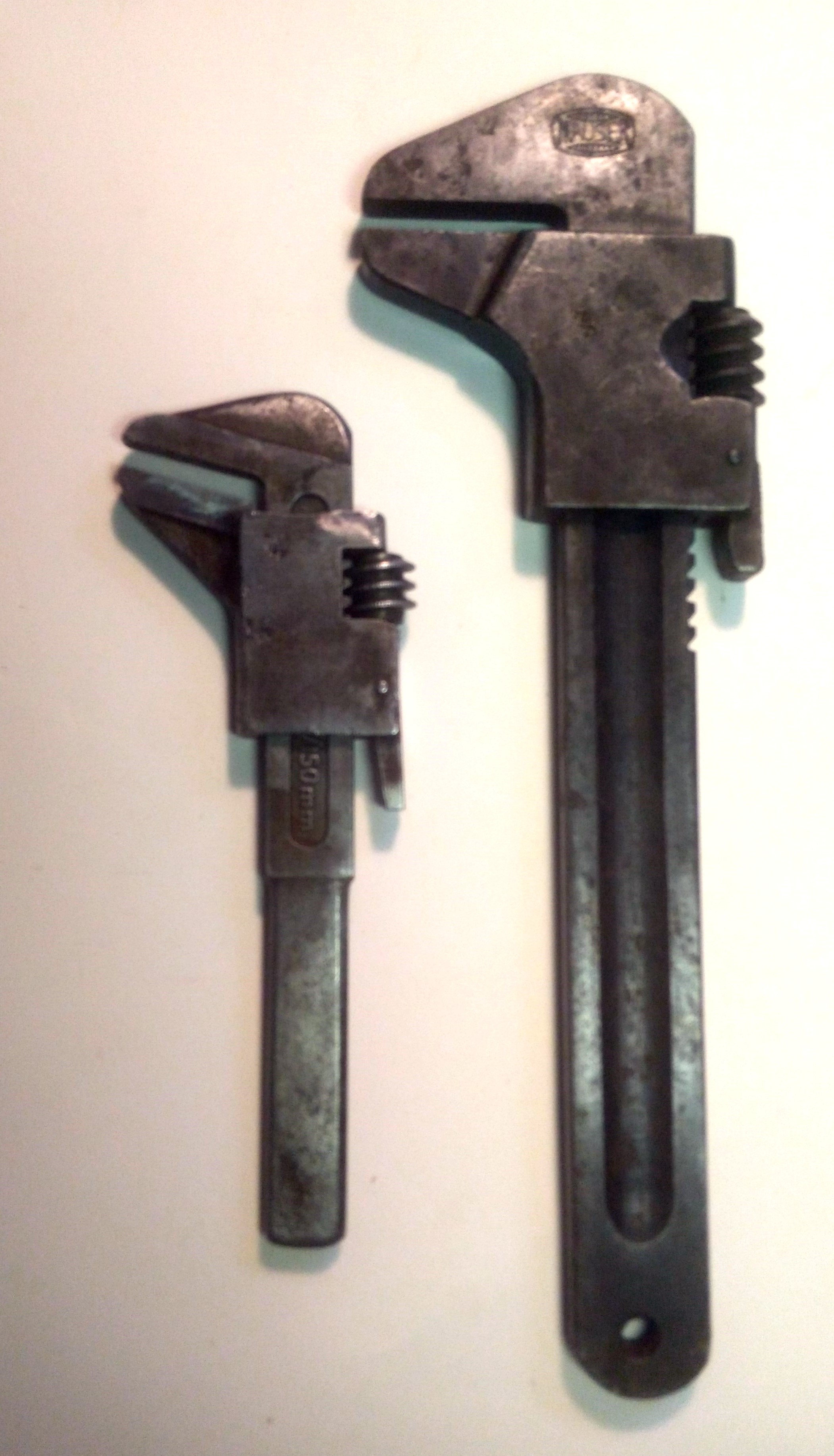
Excelsior-Schlüssel
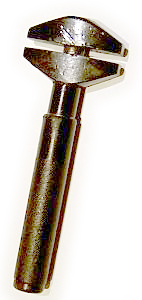
ein „Franzose“
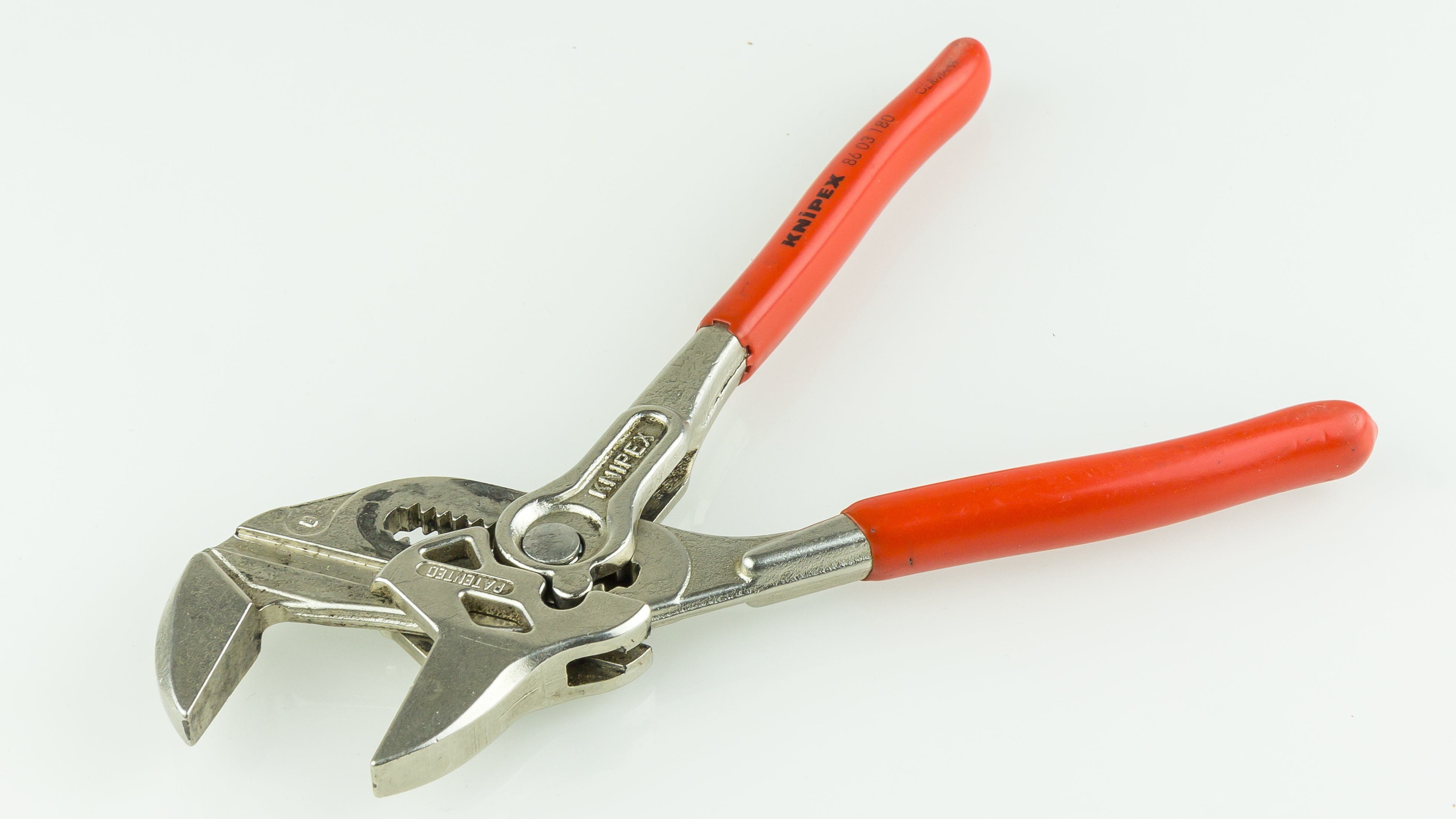
Ein Zangenschlüssel ist ein Verstellschlüssel, der sich ähnlich einer Greifzange handhaben lässt